# Franziskanerkloster Flensburg

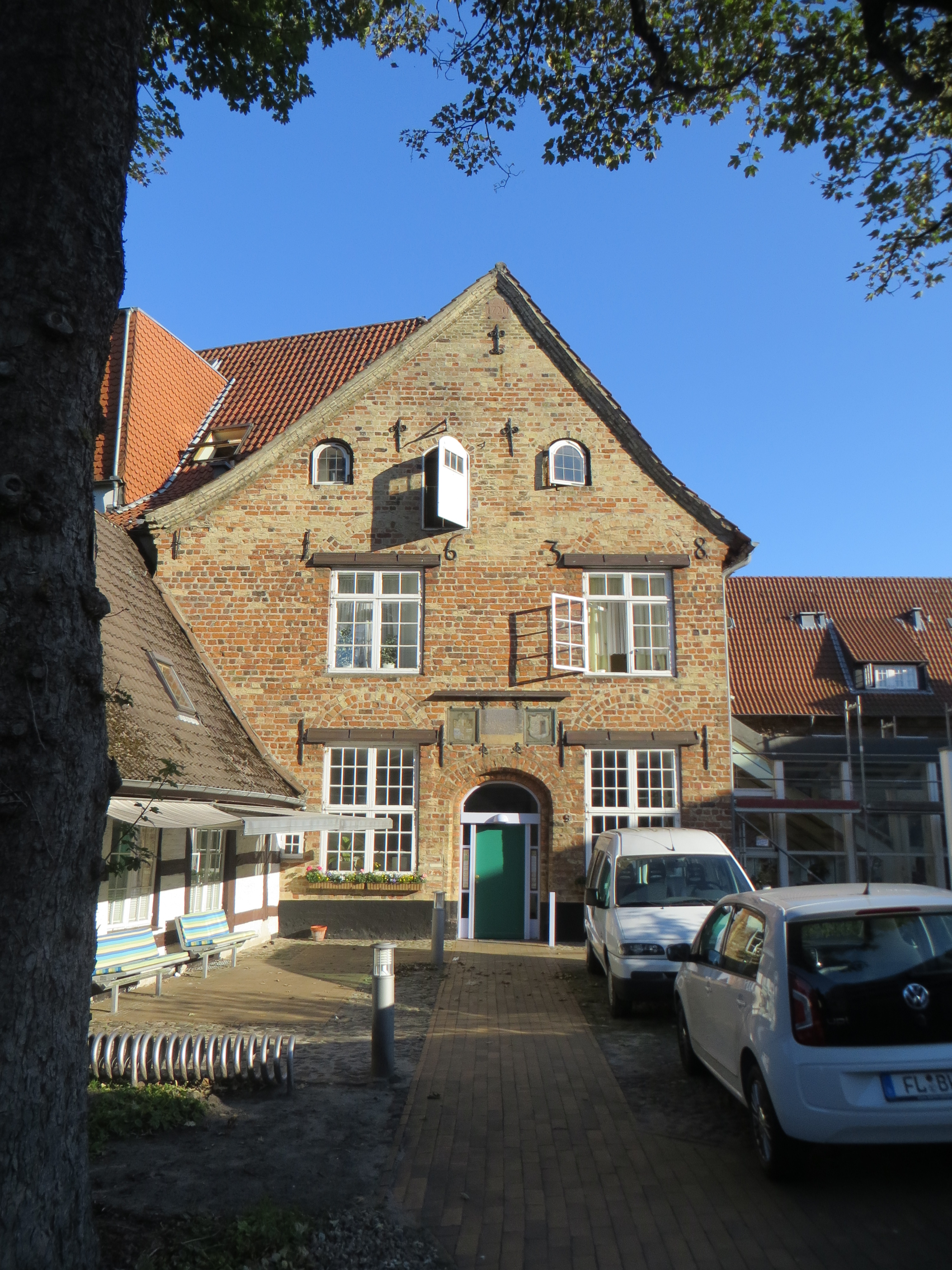
Eingang vom Kloster zum Heiligen Geist, das auf den Mauerresten des ehemaligen Franziskanerklosters errichtet wurde.

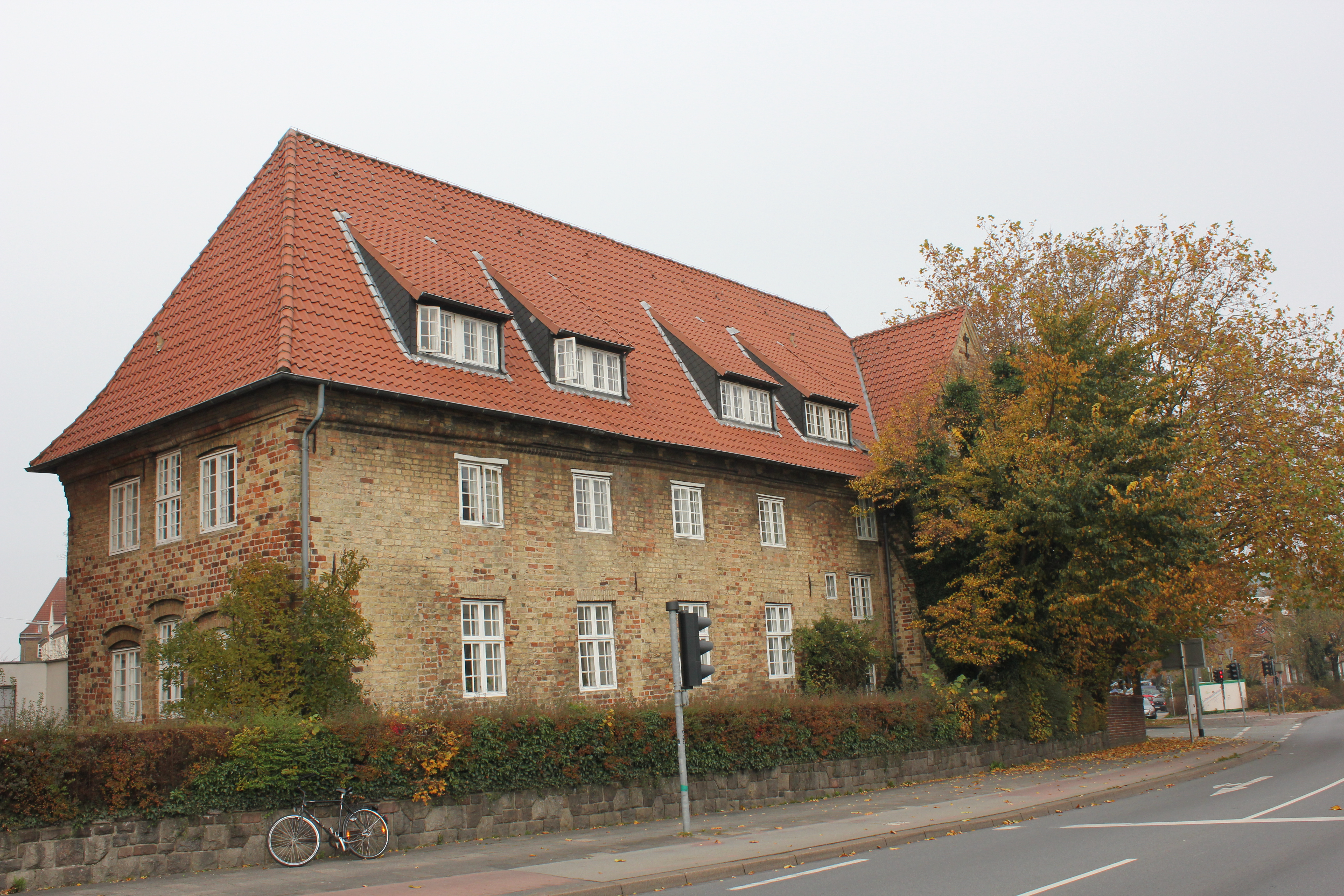
Kloster zum Heiligen Geist, das auf den Mauerresten des ehemaligen Franziskanerklosters errichtet wurde von der Seite.

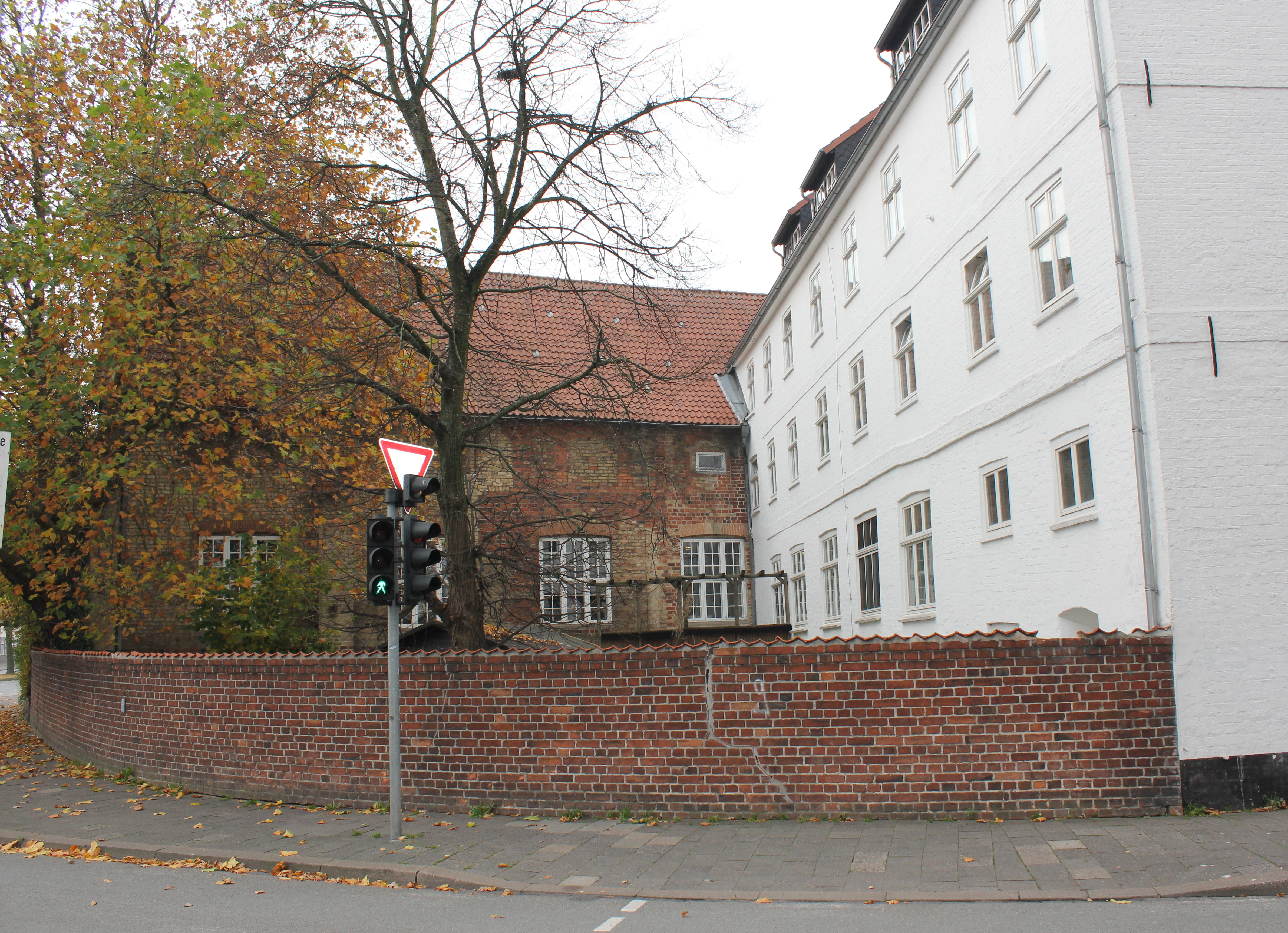
Kloster zum Heiligen Geist von der Dr.-Todsen-Straße aus gesehen

Das Franziskanerkloster Flensburg (früher auch: Franziskanerkloster St. Katharinen sowie St. Katharinenkloster; heute auch: Kloster zum Heiligen Geist) wurde 1263 in Flensburg gegründet und ist heute noch in Resten hinter dem Südermarkt, nahe der Roten Straße zu sehen. 1269 fand hier das erste Ordenskapitel der neu gegründeten Franziskanerprovinz Dacia (Dänemark) statt.

## Geschichte

### Als Kloster des Franziskanerordens
Die Brüder des 1210 gegründeten Franziskanerordens kamen wahrscheinlich entlang des Handelsweges von der Nordseeküste von dem schon 1232 gegründeten Kloster Ripen oder aus dem Graukloster (vor 1250) aus Schleswig. Sie wurden wegen ihrer grauen Kutte Graubrüder genannt und waren ein Bettelorden, der zur Armut verpflichtet war. Wegen ihrer Fußbekleidung gehörten die Franziskaner zum Typ der  Discalceaten (Barfüßer oder Barfüßler).
Schon bald gründeten sie das Hospital zum Heiligen Geist und außerhalb der Stadt das Leprosenhospital St. Jürgen (1283) (vgl. St. Jürgen-Kirche (Flensburg)). Heute ist nur noch die kleine Kirche zum Heiligen Geist vom besagten Hospital zum Heiligen Geist erhalten. Die Privilegien soll der Erzbischof von Lund und der Bischof von Schleswig gegeben haben. Das Kloster stand in rivalisierender Verbindung zum nahen Zisterzienserkloster Rüde (heute in Glücksburg, nicht erhalten), welches auch Grundbesitz und Einfluss in Flensburg hatte.
Mit den Franziskanern brach ein hochmittelalterliches geistiges Leben in Flensburg ein. Mit ihnen kam ein neuer Stil der Seelsorge und der Verkündung. Ihr Armutsideal stand in starkem Kontrast zu dem aufkommenden Reichtum der Bürger und Fernkaufleute, wie beispielsweise der Flensburger Knudsgilde.
1496 obsiegten im Kloster die Observanten über die Konventualen innerhalb des Franziskanerordens. Damit wurden wieder die ursprünglichen Ordensregeln strenger beachtet (lat. Observanz) und die Besitztümer des Ordens aufgegeben.

### Das Kloster zur Zeit der Reformation
1528 soll der Priester Swend, mit Hilfe von ihm zusammengesammelter Flensburger Bürger, die Franziskanerbrüder vertrieben haben (siehe Abschnitt: Die Vertreibung der Mönche 1528). Flensburg war mit dem Reformator Gerhard Slewardt vollkommen evangelisch geworden. Am 8. April 1529 fand im Kloster eine Disputation, die sogenannte Flensburger Disputation, unter dem Vorsitz des Kronprinzen Herzog Christian statt: zwischen dem als Schwärmer verdächtigten Melchior Hofmann und den von Johannes Bugenhagen und Hermann Tast vertretenen Lutheranern über die Realpräsenz Christi beim Abendmahl. Während dieser Versammlung an der auch der dänische Kronprinz, der spätere König Christian III. sowie mit 400 weiteren Persönlichkeiten teilnahmen, wurde zudem die Einführung der Reformation in Dänemark und Schleswig-Holstein beschlossen. Mit der Thronbesteigung etwas später setzte Christian III. das Vorhaben vollständig um. 1530 schenkte der König Friedrich I. der Stadt die Klostergebäude. Die machte daraus ein Armenhaus, in dem auch viele ehemalige Franziskaner wieder Aufnahme fanden. Die Schätze des Bücherhauses der Franziskaner (libraria) sind wohl bei einem Brand verloren gegangen.
Der berühmteste Franziskaner in Flensburg war sicher Lütke Namens, der allerdings nach seinem katholischen Theologiestudium in Paris erst nach der in Flensburg sich durchgesetzten Reformation im Jahre 1528 nach Flensburg zurückkehrte. Er konnte deshalb seine Idee, mit seinem Vermögen eine Theologenschule in Flensburg zu gründen, nicht umsetzen und ging zunächst in andere Klöster (Ribe, Nysted, Schwerin). 1544 konnte er mit Erlaubnis des dänischen Königs Christian III. nach Flensburg unter der Bedingung zurückkehren, seinen katholischen Glauben nicht öffentlich zu leben. Später im Jahre 1566 gründete er das heutige Alte Gymnasium als lutherische Lateinschule. Er durfte dort nicht lehren, aber man überließ ihm die Finanzverwaltung der Schule. Auf ihn wird die reichhaltige Bibliothek des Alten Gymnasiums zurückgeführt, die auch etliche antilutherische Schriften enthält. Es gibt auch Belege dafür, dass er sich nicht immer an das Verbot hielt, seine katholische Überzeugung öffentlich zu leben, was die Flensburger offenbar mit Humor aufnahmen. Gedeckt wurde dies durch ein Toleranzedikt des dänischen Königs Friedrich I. bei der offiziellen Einführung der Reformation: dass niemandem sein Glaube mit Gewalt unterdrückt werden sollte und man sich jeglichem Tumult enthalten, aber dennoch die lutherische Lehre verbreiten sollte.

### Das Kloster zum Heiligen Geist seit der Neuzeit

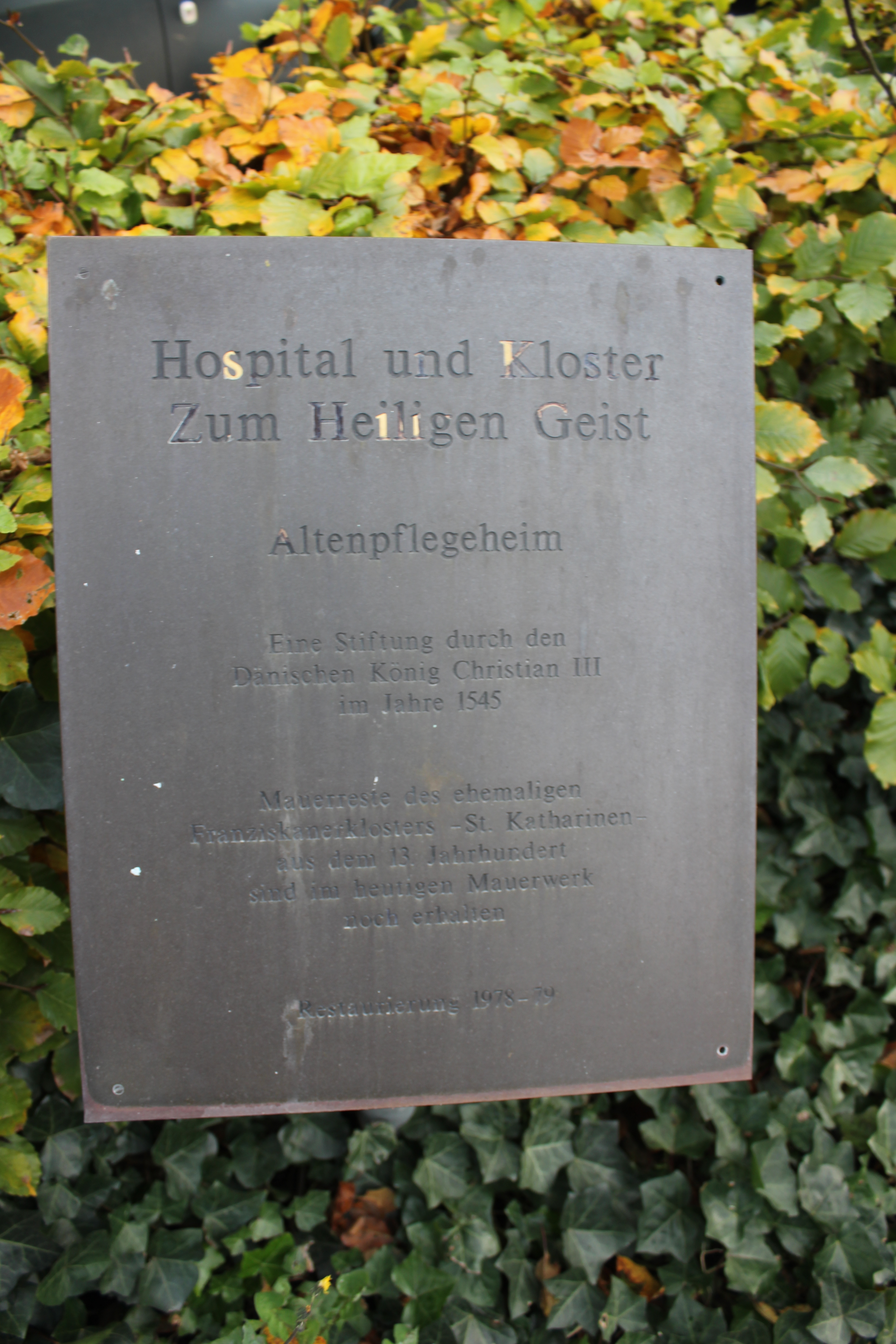
Gedenktafel an die Gründung der Stiftung: Hospital und Kloster zum Heiligen Geist

Im Jahre 1545 entstand unter Christian III die Stiftung Hospital und Kloster zum Heiligen Geist, die noch heute existiert.
Um 1579 wurde die Katharinenkirche, welche zum Klostergelände gehörte, durch einen Einsturz weitgehend beschädigt. Die Kirche wurde nicht wiedererrichtet, stattdessen wurde bei einem Umbau im Jahre 1585 bis 1587 ein Kirchensaal in das damalige Klausurgebäude integriert. Dieser ist heute noch im besagten Flügel, also dem heutigen Kirchenflügel, vorhanden. Die Kathararinenglocke der alten Kirche befindet sich heute im Städtischen Museum. In der 2. Hälfte des 19. Jahrhunderts entstand das benachbarte Munketoftstift, eine Wohnanlage für ärmere Bevölkerungsschichten, in einem architektonisch mit dem Kloster harmonierenden Baustil.
Heutzutage dient das Kloster der Stiftung als Altenpflegeheim. Nach Überbauung und Beifügung moderner Bauten im westlichen Bereich des Franziskanerklosters zum Ende des 20. Jahrhunderts ist es als historisches Kloster kaum noch erkennbar. Ein kleiner Museumsraum beherbergt heutzutage die Überreste der Klostermauer, die als Teil Flensburger Stadtbefestigung diente, sowie weitere Ausgrabungsstücke vom Klostergelände.

## Die Sagen zum Kloster

### Die unterirdischen Gänge der Duburg die bis zum Kloster reichen sollen
In der Sage zu den unterirdischen Gängen der Duburg (siehe dort für weiteres) wird unter anderem erwähnt, dass die besagten unterirdischen Gänge bis zum Kloster reichen würden.

### Die Vertreibung der Mönche 1528
Die Sage berichtet von der Vertreibung der Mönche.
Es wird folgendes berichtet. Als sich im Jahre 1526 die Lehren Luthers schrittweise in Flensburg durchsetzten und der alte Glaube verdrängt wurde, nahte auch das Ende des Franziskanerklosters. Doch der Amtsmann der Duburg und einige angesehene Bürger, die sich von den alten Gewohnheiten nicht lösen wollten, bewahrten das Franziskanerkloster noch vor seinem Schicksal. Als aber der König im Jahre 1528 das Kloster seinem Hofmeister Magnus Gjöe schenkte, nahte das Ende. Dieser schickte den Priester Svend nach Flensburg. Dort sollte er mit Hilfe der Bürger die Brüder aus dem Kloster vertreiben. Svend versammelte eine erhebliche Anzahl Bürger um sich und begab sich mit diesen zum Kloster. Dort forderte er den Klostervorsteher Stig Nielsen auf ihm die Schlüssel fürs Kloster herauszugeben. Dieser folgte dem Befehl. Stig Nielsen und seine beiden Stellvertreter Bruder Andreas Hoffmann und Bruder Johannes erklärte sich bereit das Kloster zu verlassen. Kurz darauf forderte man auch von dem Laienbruder, der für die Vorratskammern zuständig war, die Schlüssel für diese. Doch der besagte Laienbruder, namens Johannes, erklärte, dass er auf Grund der dort kürzlich eingelagerten Getränke die Schlüssel nicht herausgeben werde. Wenn es aber wahr sei, was der Priester Svend behauptet, dass bis zum Ende des Jahres alle Mönche aus Dänemark vertrieben seien, dann wolle er sein bisheriges Amt für den Hofmeister Magnus Gjöe weiterführen. Sogleich schloss sich der Koch des Klosters, Bruder Andreas Grad, dem Gesagten an. Daher erhielten die Brüder die Erlaubnis bis zum nächsten Tage zu bleiben.
Kurz darauf mussten die Franziskaner dann doch Flensburg verlassen. Ihnen wurde aber erlaubt vorher noch ein Mahl, bei dem die Speisekammer geleert wurde, auszurichten, an dem auch die besagten Bürger ihren Platz fanden.
Die besagten Geschehnisse werden zum Teil als Sage oder Legende eingestuft, zum Teil werden sie aber auch als historische Ereignisse akzeptiert.